# Uberlândia EC
Uberlândia EC is een Braziliaanse voetbalclub uit de stad Uberlândia in de staat Minas Gerais. De club werd opgericht in 1922.